# Seefestspiele Mörbisch

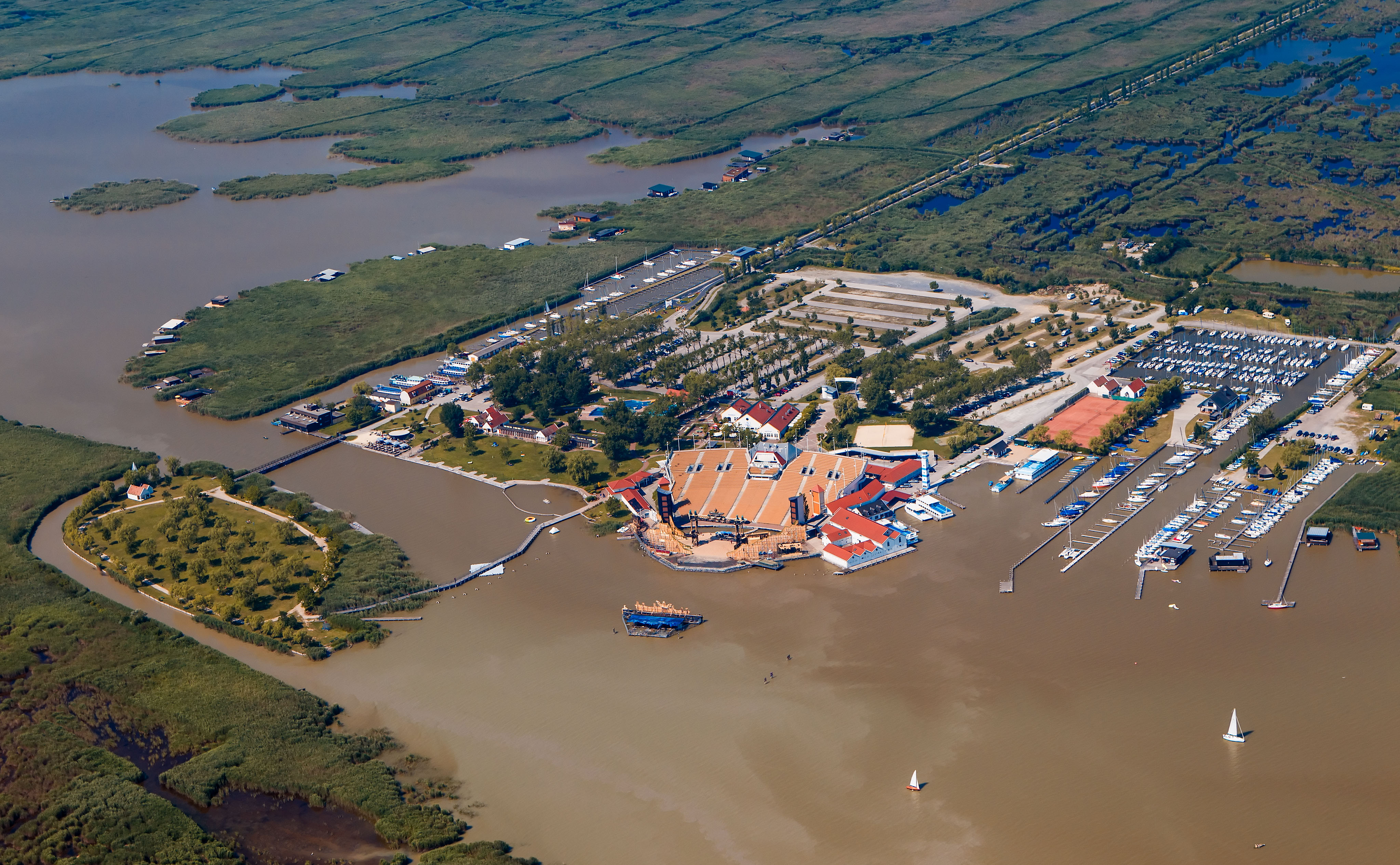
Seebühne Mörbisch am Neusiedlersee

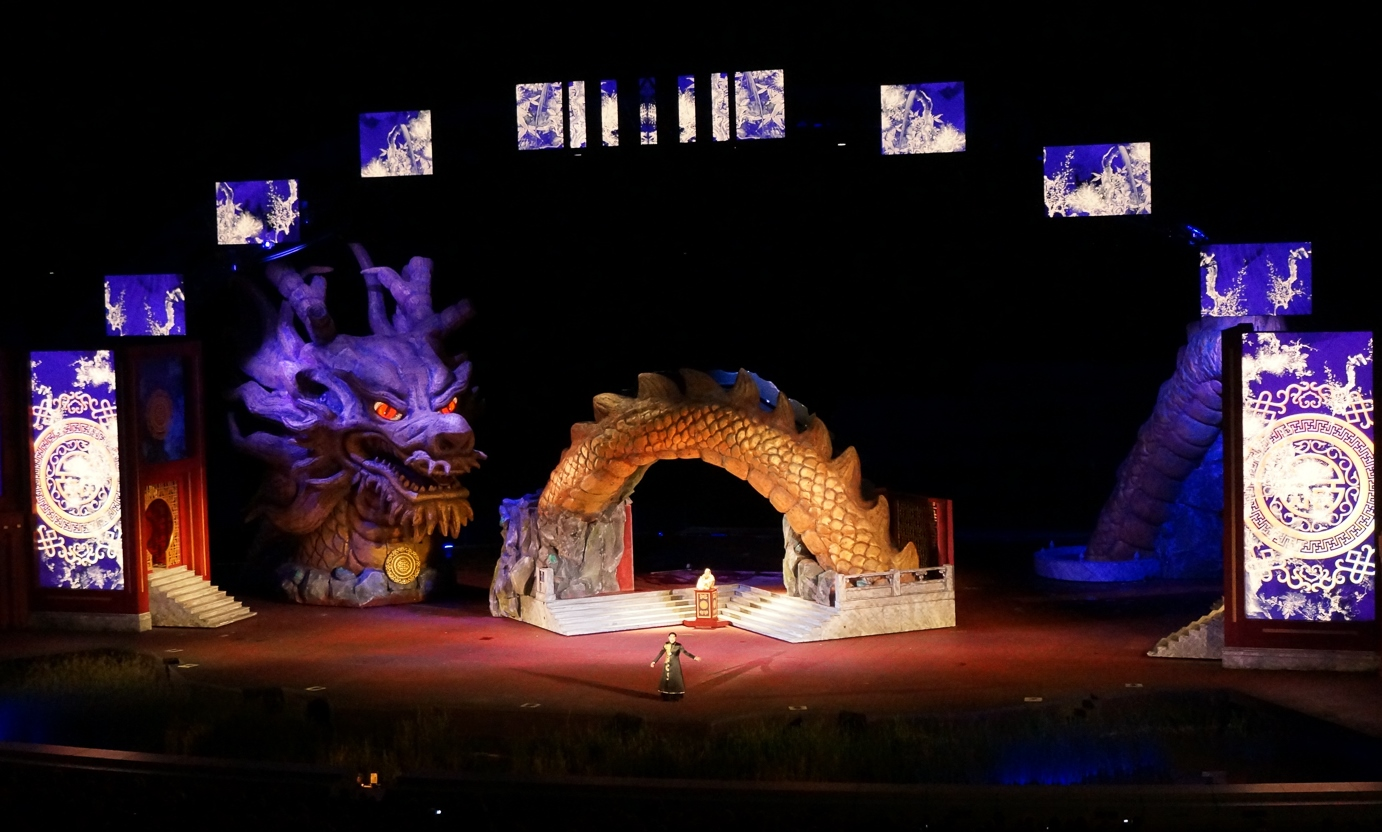
Bühnenbild von Das Land des Lächelns (2019)

Die Seefestspiele Mörbisch (ursprünglich: Seespiele Mörbisch) finden seit 1957 jährlich von Mitte Juli bis Mitte August in Mörbisch am See (Österreich) statt. Auf der Seebühne werden jährlich Operetten, Singspiele oder Musicals aufgeführt.

## Geschichte

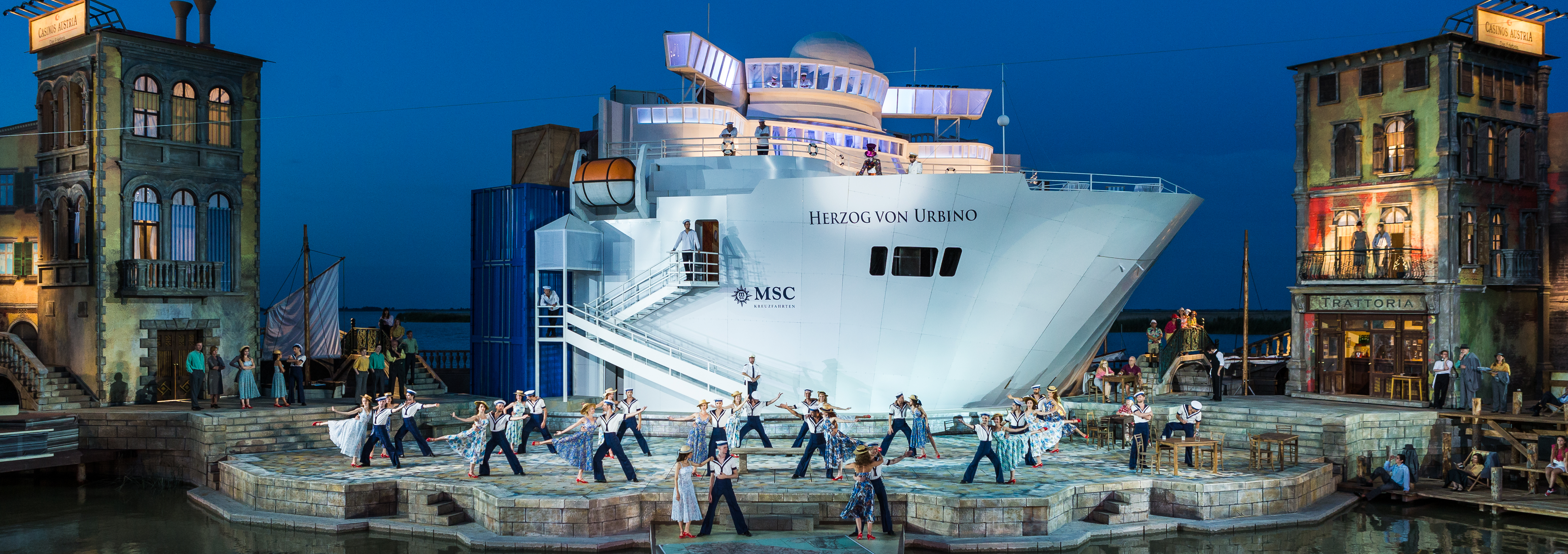
Bühnenbild von Eine Nacht in Venedig (2015)

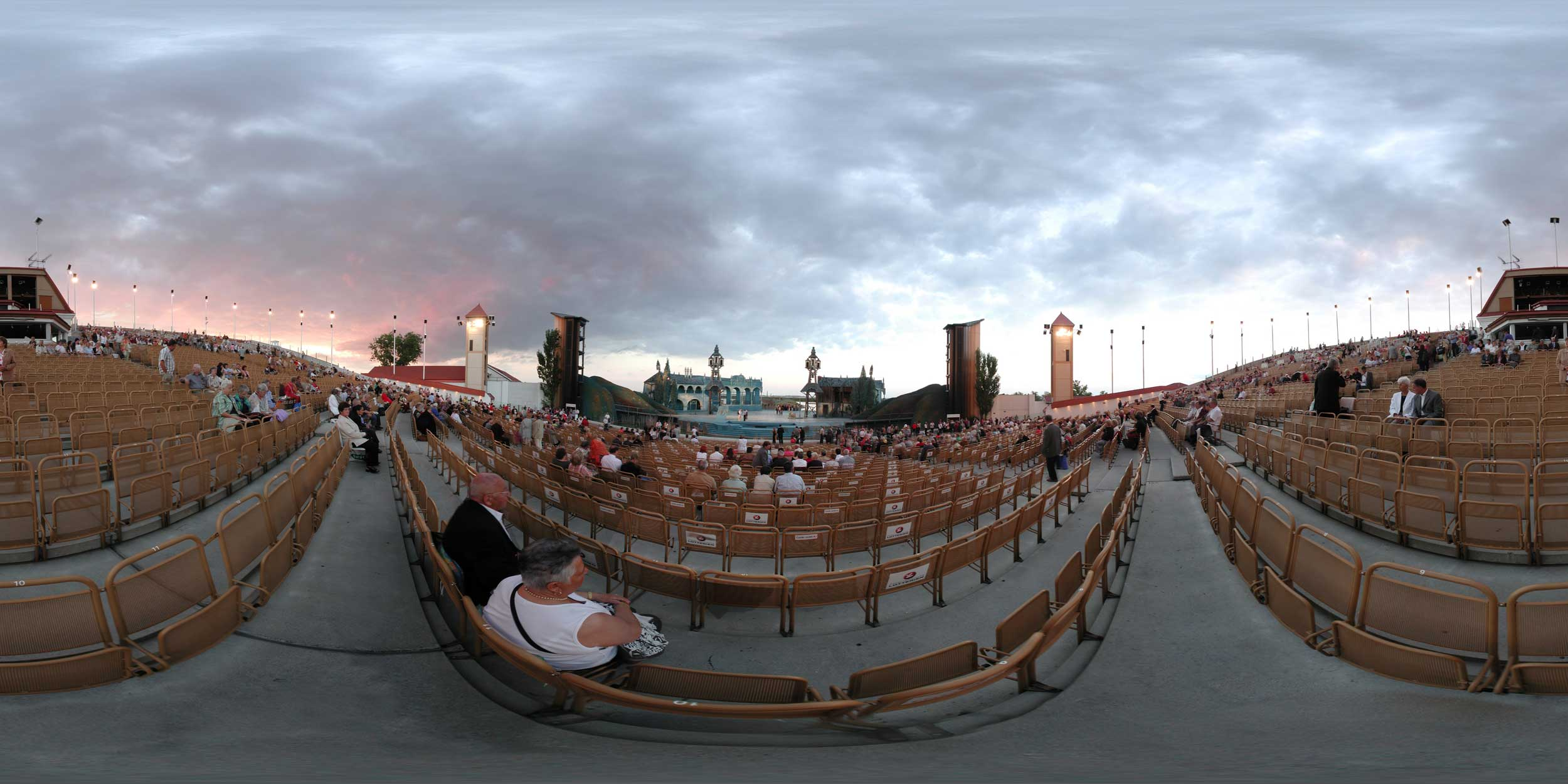
Panoramabild der Festspiele 2004

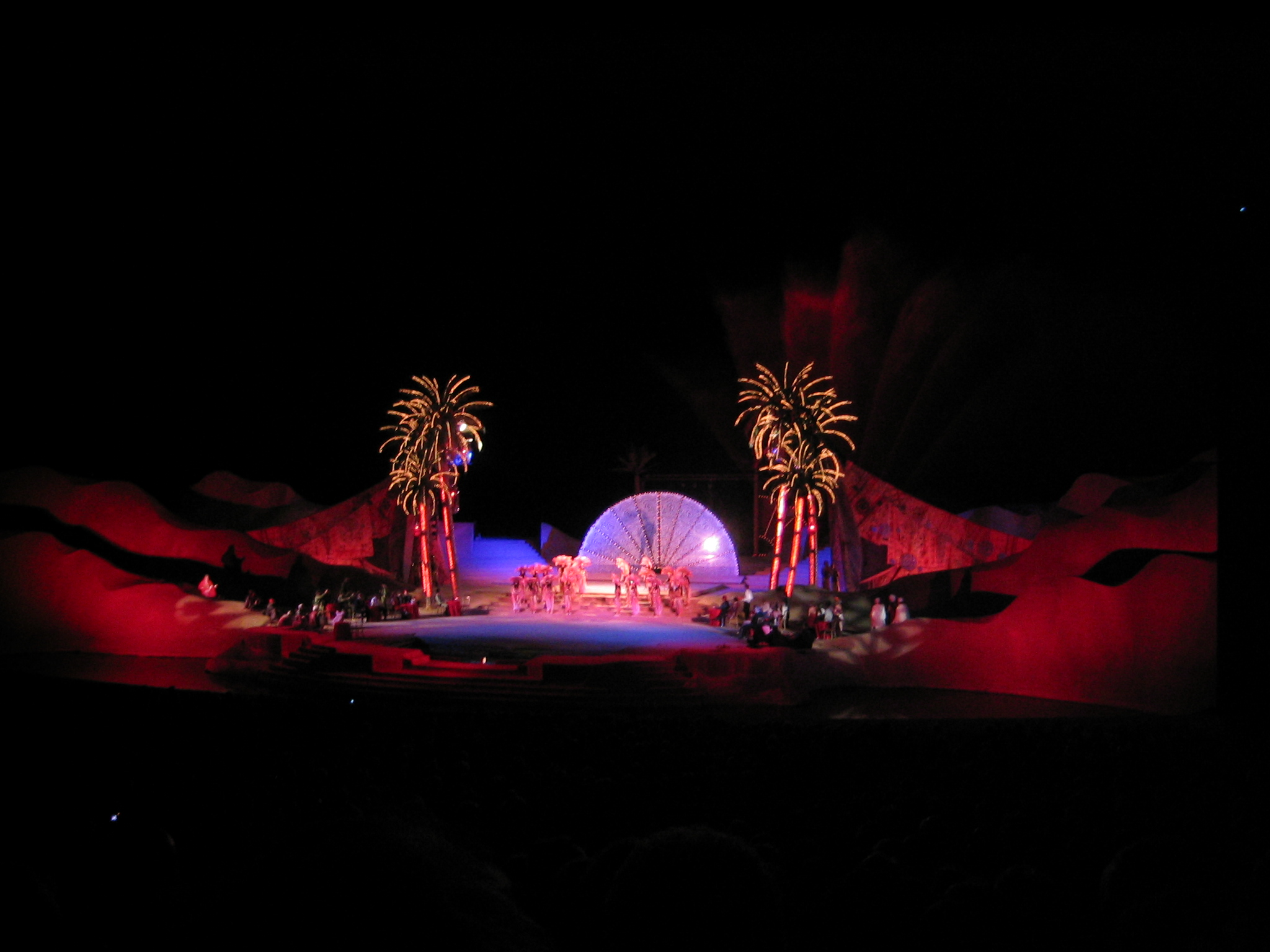
Bühnenbild von Giuditta (2003)

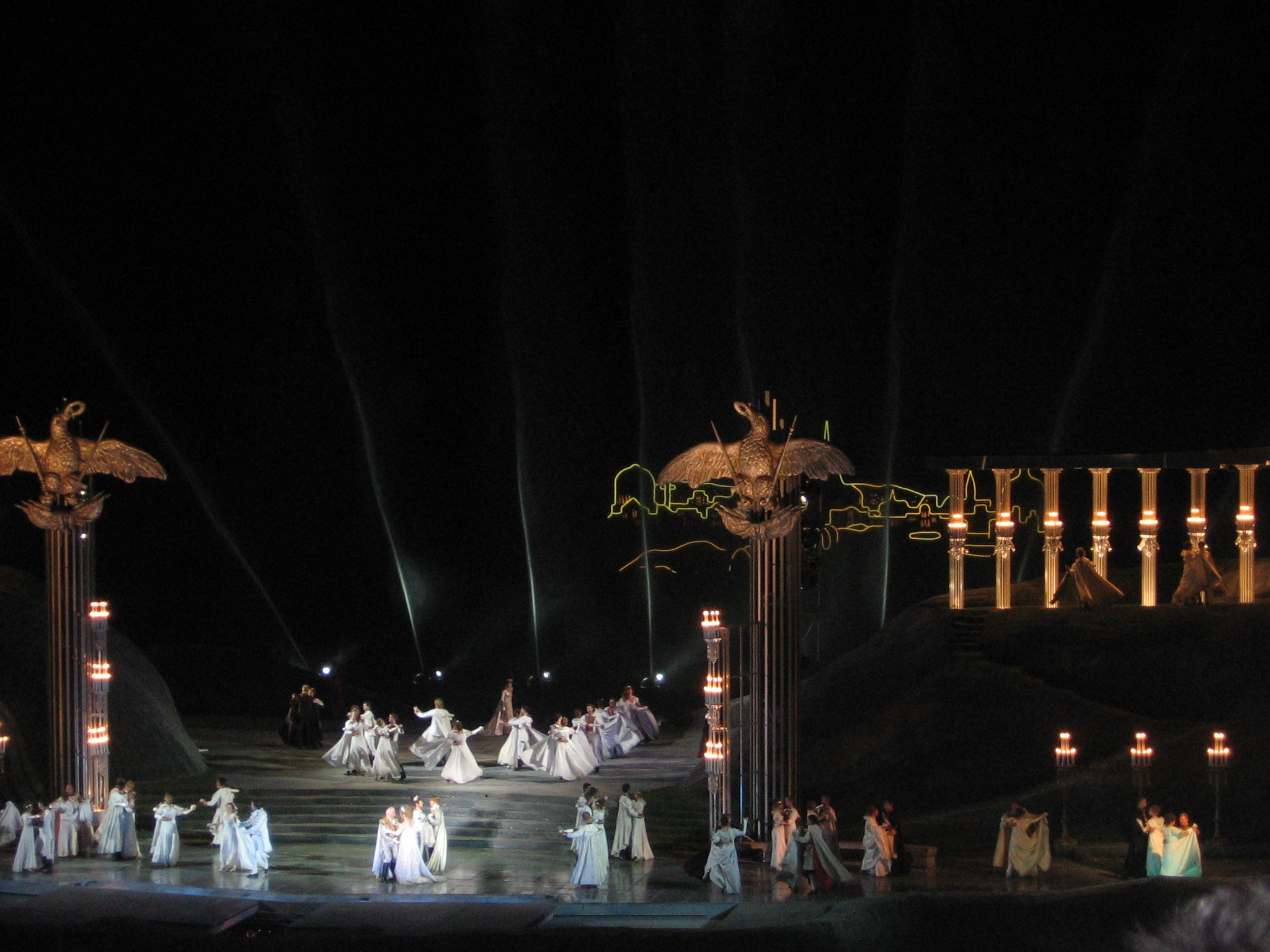
Bühnenbild von Wiener Blut (2007)

### Grundlagen für die Festspiele
Bei der Planung der Seespiele Mörbisch dominierten touristische Zwecke die Überlegungen. Als 1953 damit begonnen wurde den Tourismus im Burgenland auszubauen und das Besuchs- und Durchzugsgebiet in eine Aufenthalts- und Erholungsstätte umzuwandeln, standen der Neusiedler See sowie die Seegemeinden im Mittelpunkt dieser Bemühungen. In der Gemeinde Mörbisch am See wurde durch das Tourismusreferat die Straße zwischen Rust und Mörbisch ausgebaut, ein 1800 m langer Seedamm errichtet, der den Besuchern von Mörbisch den Neusiedler See erschloss, und ein Strandbad angelegt. Mörbisch wurde neben Rust, Neusiedl am See und Podersdorf am See zur vierten bedeutenden Tourismusgemeinde am See. Im Jahr 1956 veranstalten die Bürger Mörbischs ein zweitägiges Seefest. Gemeinsam mit dem Österreichischen Verkehrsbüro organisierte die Gemeinde ein sogenanntes Nacht- und Seefest, das von 6.000 Gästen besucht wurde. Das Programm bestand aus Nachtfahrten in dekorierten Motorbooten, Musik von Tanzkapellen, einem Kabarettprogramm von Künstlern aus Wien und Auftritten von Volkslied- und Volkstanzgruppen.
1957 kündigte die burgenländische Presse den ersten Höhepunkt der Entwicklung von Mörbisch zum burgenländischen Tourismusort durch den Bau eines Seehotels und der Veranstaltung von Seespielen an. Dadurch begann ein neuer Abschnitt im burgenländischen Wirtschafts- und Kulturaufstieg.

### Gründung der Festspiele
Die Initiative zu den in den Jahren 1955 bis 1957 gegründeten Seespielen ging vom Kammersänger Herbert Alsen aus. Zusammen mit seiner Ehefrau, der Kostümbildnerin Gisela Bossert, entdeckte er den Spielort auf der Suche nach einem Urlaubsort, der für seine Stimme erträglich war. Die Landschaft hinterließ bei Alsen einen bleibenden Eindruck.
Seine Pläne zur Gründung der Seespiele erhielten Zuspruch vom Gemeinderat von Mörbisch sowie vom Vertreter des Burgenlandes, Hans Bögl, da das Vorhaben in das Tourismuskonzept von Gemeinde und Land passte. Alsen erklärte sich daraufhin bereit, die Intendanz der Spiele zunächst für fünf Jahre zu übernehmen. Außerdem betonte er mit Bezug auf eine mögliche Konkurrenz mit den Bregenzer Festspielen, dass die Seespiele in Mörbisch keine Festspiele sein werden, damit die Zahl der Festspielstätten nicht noch weiter vergrößert werden würde.
Die Seebühne wurde in einer Bucht neben dem Mörbischer Badestrand auf vielen hundert Pfählen nach den Plänen des Architekten Ferry Windberger, dem Gestalter der ersten Bregenzer Seebühne, gebaut. Die Größe der Bühne betrug 42 mal 20 m. Der durch Aufschüttung des Sees entstandene Zuschauerraum umfasste 1.500 Sitzplätze.
Nach zweijähriger Vorbereitungszeit wurden die Spiele am 6. Juli 1957 mit der Premiere der Operette Der Zigeunerbaron von Johann Strauss eröffnet.
Im Jahr 1959 wurde der Zuschauerraum erweitert und so konnten 3.000 Personen untergebracht werden. In den folgenden Jahren erfolgten aufgrund der großen Publikumsresonanz ständig Erweiterungen, sowohl was die Anzahl der Aufführungen als auch die Größe von Zuschauerraum und Bühne betrafen. Heute weist der Zuschauerraum über 6.000 Sitzplätze auf. Von anfänglich sechs Vorstellungen mit etwa 7.000 Zuschauern 1957 erfolgte eine Steigerung auf mittlerweile über 30 Vorstellungen im Juli und August.
2006 wurde ein neues Lautsprechersystem, das vom Fraunhofer-Institut für Digitale Medientechnologie entwickelt wurde und auch bei den Bregenzer Festspielen im Einsatz ist, in Betrieb genommen. Dadurch ist trotz der Größe der Bühne ein richtungsbezogener Ton möglich.
2013 wurde der musikalische Leiter des Festspiele von 1995 bis 2008 Rudolf Bibl zum Ehrenmitglied der Festspiele ernannt.
Im Jahr 2018 wurden erstmals auch eigens inszenierte Aufführungen für Kinder gezeigt. Eine einstündige Adaption der Operette Gräfin Mariza von Emmerich Kálmán wurde im Juni auf einer am Festspielgelände aufgebauten Bühne aufgeführt. Während der sechs Vorstellungen kamen pro Vorstellung bis zu 250 Kinder. Den Besuchern wurde außerdem die Möglichkeit geboten, mitzusingen und mitzutanzen. Mit diesem Vorhaben wollte man Kindern die Operette näher bringen. Auf der Bühne waren dieselben Solisten zu sehen, wie bei den regulären Aufführungen auf der Seebühne.
Im Rahmen des Österreichischen Musiktheaterpreises 2020 wurden die Seefestspiele mit dem Preis für die beste Jugend- und Kindermusiktheaterproduktion für Land des Lächelns für Kinder ausgezeichnet.
Anfang Juni 2022 wurde die Starnacht am Neusiedler See erstmals von der Seebühne in Mörbisch übertragen.

### Leiter der Seefestspiele Mörbisch
| Zeitraum  | Intendanz             | Geschäftsführung  |
| --------- | --------------------- | ----------------- |
| 1957–1978 | Herbert Alsen         | Franziska Schurli |
| 1979–1980 | Fred Liewehr          | Franziska Schurli |
| 1981–1983 | Franziska Schurli     |                   |
| 1984–1989 | Robert Herzl          | Heinrich Meyer    |
| 1990–1992 | Rudolf Buczolich      | Josef Wiedenhofer |
| 1993–2012 | Harald Serafin        | Dietmar Posteiner |
| 2013–2017 | Dagmar Schellenberger | Dietmar Posteiner |
| 2018–2022 | Peter Edelmann        | Dietmar Posteiner |
| seit 2021 | Alfons Haider         | Dietmar Posteiner |

## Übersicht der Inszenierungen
| Nr.  | Jahr   | Inszenierung               | Genre     | Komposition                     | Regie                                                             |
| ---- | ------ | -------------------------- | --------- | ------------------------------- | ----------------------------------------------------------------- |
| 001. | 1957 1 | Der Zigeunerbaron          | Operette  | Johann Strauss                  | Fritz Diestel & Erwin Euller                                      |
| 002. | 1958   | Der Zigeunerbaron          | Operette  | Johann Strauss                  | Fritz Diestel & Erwin Euller                                      |
| 002. | 1958   | Eine Nacht in Venedig      | Operette  | Johann Strauss                  | Fritz Diestel & Heinz Lambrecht                                   |
| 003. | 1959   | Der Zigeunerbaron          | Operette  | Johann Strauss                  | Ernst Pichler                                                     |
| 003. | 1959   | Gräfin Mariza              | Operette  | Emmerich Kálmán                 | Alfred Walter                                                     |
| 004. | 1960   | Der Zigeunerbaron          | Operette  | Johann Strauss                  | Ernst Pichler                                                     |
| 004. | 1960   | Viktoria und ihr Husar     | Operette  | Paul Abraham                    | Kurt Pscherer                                                     |
| 005. | 1961   | Die Csárdásfürstin         | Operette  | Emmerich Kálmán                 | Kurt Pscherer                                                     |
| 006. | 1962   | Der Zigeunerbaron          | Operette  | Johann Strauss                  | Karl Heinz Krahl                                                  |
| 007. | 1963   | Gasparone                  | Operette  | Carl Millöcker                  | Otto Ambros                                                       |
| 008. | 1964   | Die lustige Witwe          | Operette  | Franz Lehár                     | Otto Fritz                                                        |
| 009. | 1965   | Die Blume von Hawaii       | Operette  | Paul Abraham                    | Otto Fritz                                                        |
| 010. | 1966   | Der Zigeunerbaron          | Operette  | Johann Strauss                  | András Mikó                                                       |
| 011. | 1967   | Venus in Seide             | Operette  | Robert Stolz                    | Karl Heinz Haberland                                              |
| 012. | 1968   | Gräfin Mariza              | Operette  | Emmerich Kálmán                 | András Mikó                                                       |
| 013. | 1969   | Der Bettelstudent          | Operette  | Carl Millöcker                  | Hermann Wedekind                                                  |
| 014. | 1970   | Die ungarische Hochzeit    | Operette  | Nico Dostal                     | Kurt Pscherer                                                     |
| 015. | 1971   | Die Csárdásfürstin         | Operette  | Emmerich Kálmán                 | Kurt Pscherer                                                     |
| 016. | 1972   | Eine Nacht in Venedig      | Operette  | Johann Strauss                  | Otto Fritz                                                        |
| 017. | 1973   | Viktoria und ihr Husar     | Operette  | Paul Abraham                    | Rolf Kutschera                                                    |
| 018. | 1974   | Der Vogelhändler           | Operette  | Carl Zeller                     | Karl Dönch                                                        |
| 019. | 1975   | Der Zigeunerbaron          | Operette  | Johann Strauss                  | András Mikó                                                       |
| 020. | 1976   | Das Land des Lächelns      | Operette  | Franz Lehár                     | Karl Dönch                                                        |
| 021. | 1977   | Maske in Blau              | Operette  | Fred Raymond                    | Robert Herzl                                                      |
| 022. | 1978   | Die Zirkusprinzessin       | Operette  | Emmerich Kálmán                 | Robert Herzl                                                      |
| 023. | 1979   | Gräfin Mariza              | Operette  | Emmerich Kálmán                 | Kurt Pscherer                                                     |
| 024. | 1980   | Die Fledermaus             | Operette  | Johann Strauss                  | Kurt Pscherer                                                     |
| 025. | 1981   | Der Zigeunerbaron          | Operette  | Johann Strauss                  | Glado von May                                                     |
| 026. | 1982   | Ein Walzertraum            | Operette  | Oscar Straus                    | Robert Herzl                                                      |
| 027. | 1983   | Die gold‘ne Meisterin      | Operette  | Edmund Eysler                   | Robert Herzl                                                      |
| 028. | 1984   | Die Zirkusprinzessin       | Operette  | Emmerich Kálmán                 | Kurt Huemer                                                       |
| 029. | 1985   | Im weißen Rössl            | Singspiel | Ralph Benatzky                  | Robert Herzl                                                      |
| 030. | 1986   | Der Zigeunerbaron          | Operette  | Johann Strauss                  | Robert Herzl                                                      |
| 031. | 1987   | Gräfin Mariza              | Operette  | Emmerich Kálmán                 | Robert Herzl                                                      |
| 032. | 1988   | Eine Nacht in Venedig      | Operette  | Johann Strauss                  | Robert Herzl                                                      |
| 033. | 1989   | Das Land des Lächelns      | Operette  | Franz Lehár                     | Otto Fritz                                                        |
| 034. | 1990   | Die Csárdásfürstin         | Operette  | Emmerich Kálmán                 | Sándor Nemeth                                                     |
| 035. | 1991   | Sissi und Romy             | Operette  | Roland Baumgartner              | Edwin Zbonek                                                      |
| 036. | 1992   | Der Zigeunerbaron          | Operette  | Johann Strauss                  | Wilfried Steiner                                                  |
| 037. | 1993   | Die lustige Witwe          | Operette  | Franz Lehár                     | Michael Maurer                                                    |
| 038. | 1994   | Wiener Blut                | Operette  | Johann Strauss                  | Alexander Waechter                                                |
| 039. | 1995   | Der Bettelstudent          | Operette  | Carl Millöcker                  | Winfried Bauernfeind                                              |
| 040. | 1996   | Die Fledermaus             | Operette  | Johann Strauss                  | Elmar Ottenthal                                                   |
| 041. | 1997   | Pariser Leben              | Operette  | Jacques Offenbach               | Alain Marcel                                                      |
| 042. | 1998   | Der Vogelhändler           | Operette  | Carl Zeller                     | Winfried Bauernfeind                                              |
| 043. | 1999   | Eine Nacht in Venedig      | Operette  | Johann Strauss                  | Helmuth Lohner                                                    |
| 044. | 2000   | Der Zigeunerbaron          | Operette  | Johann Strauss                  | Heinz Marecek                                                     |
| 045. | 2001   | Das Land des Lächelns      | Operette  | Franz Lehár                     | Winfried Bauernfeind                                              |
| 046. | 2002   | Die Csárdásfürstin         | Operette  | Emmerich Kálmán                 | Helmuth Lohner                                                    |
| 047. | 2003   | Giuditta                   | Operette  | Franz Lehár                     | Gernot Friedel                                                    |
| 048. | 2004   | Gräfin Mariza              | Operette  | Emmerich Kálmán                 | Winfried Bauernfeind                                              |
| 049. | 2005   | Die lustige Witwe          | Operette  | Franz Lehár                     | Helmuth Lohner                                                    |
| 050. | 2006   | Der Graf von Luxemburg     | Operette  | Franz Lehár                     | Dietmar Pflegerl                                                  |
| 051. | 2007   | Wiener Blut                | Operette  | Johann Strauss                  | Maximilian Schell                                                 |
| 052. | 2008   | Im weißen Rössl            | Singspiel | Ralph Benatzky                  | Karl Absenger                                                     |
| 053. | 2009   | My Fair Lady               | Musical   | Frederick Loewe                 | Helmuth Lohner                                                    |
| 054. | 2010   | Der Zarewitsch             | Operette  | Franz Lehár                     | Peter Lund                                                        |
| 055. | 2011   | Der Zigeunerbaron          | Operette  | Johann Strauss                  | Brigitte Fassbaender                                              |
| 056. | 2012   | Die Fledermaus             | Operette  | Johann Strauss                  | Helmuth Lohner                                                    |
| 057. | 2013   | Der Bettelstudent          | Operette  | Carl Millöcker                  | Ralf Nürnberger                                                   |
| 058. | 2014   | Anatevka                   | Musical   | Jerry Bock                      | Karl Absenger                                                     |
| 059. | 2015   | Eine Nacht in Venedig      | Operette  | Johann Strauss                  | Karl Absenger                                                     |
| 060. | 2016   | Viktoria und ihr Husar     | Operette  | Paul Abraham                    | Andreas Gergen                                                    |
| 061. | 2017   | Der Vogelhändler           | Operette  | Carl Zeller                     | Axel Köhler                                                       |
| 062. | 2018   | Gräfin Mariza              | Operette  | Emmerich Kálmán                 | Karl Absenger                                                     |
| 063. | 2019   | Das Land des Lächelns      | Operette  | Franz Lehár                     | Leonard Prinsloo                                                  |
| 064. | 2020   | West Side Story            | Musical   | Leonard Bernstein               | Die Vorstellungen wurden aufgrund der COVID-19-Pandemie abgesagt. |
| 064. | 2021   | West Side Story            | Musical   | Leonard Bernstein               | Werner Sobotka                                                    |
| 065. | 2022   | The King and I             | Musical   | Richard Rodgers                 | Simon Eichenberger                                                |
| 066. | 2023   | Mamma Mia!                 | Musical   | Benny Andersson & Björn Ulvaeus | Andreas Gergen                                                    |
| 067. | 2024   | My fair Lady – Das Musical | Musical   | Frederick Loewe                 | Simon Eichenberger                                                |
| 068. | 2025   | Saturday Night Fever       | Musical   | Robert Stigwood & Bill Oakes    | Ryan McBryde                                                      |

## Mitwirkende

### Bisher aufgetretene Künstler (Auswahl)
| - Marina Alsen, 1964, 1967, 2015 - Anja-Nina Bahrmann, 2006 - Sari Barabas, 1960, 1961, 1964, 1967 - Rosy Barsony, 1967 - Verena Barth-Jurca, 2015, 2016 - Erwin Belakowitsch, 2013, 2014 - Helmut Berger-Tuna, 1998, 2000 - Rupert Bergmann, 2013, 2014 - Alfred Böhm, 1977, 1982 - Henryk Böhm, 2013 - Kurt Böhme, 1975 - Christian Boesch, 1969 - Jochen Brockmann, 1976 - Rudolf Carl, 1959, 1964, 1968 - Heinz Conrads, 1971 - Rudolf Christ, 1967, 1968 - Dorothea Chryst, 1974 - Ciro de Luca, 2010 - Anna Rosa Döller, 2023, 2024 - Karl Dönch, 1974, 1978, 1979, 1980 - Rui dos Santos, 2013, 2016 - Felix Dvorak, 1978, 1981 - Klaus Eberhartinger, 2008 - Peter Edelmann, 1996 - Gerhard Ernst, 1991, 2004, 2014, 2017 - Heinz Ehrenfreund, 1976, 1980 - Richard Eybner, 1975 - Sieglinde Feldhofer, 2010, 2012, 2017 - Rainhard Fendrich, 2008 - Günther Frank, 1972, 1973 - Harry Friedauer, 1959 - Gail Gilmore, 1979, 1981 - Franz Glawatsch jun., 1957, 1958, 1959 - Walter Goldschmidt, 1970, 1971, 1972, 1974, 1975 - Hugo Gottschlich, 1978, 1979 - Kurt Großkurth, 1970, 1971 | - Ingrid Habermann, 1999, 2013, 2014 - Harry Hardt, 1976 - Johannes Heesters, 1973 - Robert Herzl, 1974 - Sylvia Holzmayer, 1977 - Kurt Huemer, 1977, 1978, 1979 - Mirjana Irosch, 1976, 1980, 1981, 1987, 1993, 1995, 2005 - Gundula Janowitz, 1987 - Peter Josch, 1979 - Elisabeth Kales, 1982, 1985, 1986, 1989, 1993 - Marko Kathol, 2004, 2006, 2010 - Waldemar Kmentt, 1980 - Dagmar Koller, 1977, 1982, 1985 - Ossy Kolmann, 1974, 1976, 1988 - Johannes Martin Kränzle, 1995 - Horst Lamnek, 2017, 2018 - Peter Lesiak, 2016 - Marika Lichter, 1998, 2006, 2024 - Fred Liewehr, 1977 - Herbert Lippert, 1994, 2012, 2015 - Helmut Lohner, 2009, 2012 - Guggi Löwinger, 1960, 1970, 1971, 1973 - Mark Roy Luykx, 2021 - Michael Maertens, 2009 - Sigrid Martikke, 1973, 1974, 1975 - Iva Mihanovic, 2007 - Peter Minich, 1974, 1976, 1978 - Bettina Mönch, 2023 - Corneliu Murgu, 1980 - Nera Nicol, 1973 - Klaus Ofczarek, 1969 - Helga Papouschek, 1965, 1976, 1978 - Stephan Paryla, 2003, 2014 - Barbara Payha, 1997 - Olaf Plassa, 2013, 2014 - Linda Plech, 2011, 2013 | - Herbert Prikopa, 1958, 1988, 1991, 1992 - Joesi Prokopetz, 2015 - Elena Puszta, 2015, 2017 - Else Rambausek, 1959, 1961, 1963 - Sebastian Reinthaller, 1998 - Elfriede Ramhapp, 1958, 1974 - Alexandra Reinprecht, 2010, 2012 - Mirko Roschkowski, 2013, 2015 - Helge Rosvaenge, 1958 - Lotte Rysanek, 1958 - Johannes Schauer, 1980 - Dagmar Schellenberger, 2004, 2005, 2014, 2015, 2016, 2017 - Vera Schoenenberg, 2002 - Marianne Schönauer, 1970, 1989, 1990 - Ingeborg Schöpf, 2008 - Gretl Schörg, 1976 - Margit Schramm, 1971 - Nikolai Schukoff, 2004 - Friedrich-W. Schwardtmann, 2003, 2007, 2010 - Paul Schweinester, 2017 - Daniel Serafin, 2012 - Harald Serafin, 1969, 2012 - Martina Serafin, 1994, 1995, 1997, 1998, 2000 - Tiberius Simu, 2010 - Franziska Stanner, 2013, 2014 - Ulrike Steinsky, 1988, 1989, 1994 - Rudolf Strobl, 1978 - Ernst-Dieter Suttheimer, 1981, 2015 - Helga Thieme, 1980 - Maria Tiboldi, 1972 - Vico Torriani, 1972 - Jeffrey Traganza, 2015, 2016 - Natalia Ushakova, 2003 - Ljuba Welitsch, 1969, 1970, 1971 - Vida Mikneviciute, 2018 - Karl Winkler, 1957 - Roman Payer, 2018 - Andreja Zidaric, 2021 - Grete Zimmer, 1978, 1979 |

## Trivia
Die Naturkulisse des Neusiedler Sees wird immer in das Bühnenbild mit eingebunden. Da die naturgegebenen Verhältnisse keine Aufführungen zulassen würden, wird eine speziell für die Seefestspiele entwickelte Übertragungstechnik eingesetzt.
Vom Ende der 1990er bis zur Saison 2013 wurde die Premiere der Seefestspiele vom ORF übertragen.
Mit insgesamt zwölf Spielzeiten ist Der Zigeunerbaron die am häufigsten gespielte Operette in Mörbisch.